# NGC 3738
NGC 3738 este o galaxie neregulată situată în constelația Ursa Mare. A fost descoperită în 14 aprilie 1789 de către William Herschel. Se află la o distanță de 5,3 megaparseci de Pământ.